# Cinq-Mars (opéra)
Versions successives
- 1877 : Création à Paris
- 2017 : Reprise à Leipzig

Personnages
Cinq-Mars, une conjuration sous Louis XIII, est un drame lyrique en 4 actes et 5 tableaux de Charles Gounod sur un livret de Paul Poirson et Louis Gallet, librement adapté du roman historique d’Alfred de Vigny créé pour la première fois à l’Opéra-Comique le 5 avril 1877.
L'œuvre a été reprise en janvier 2015 à Münich, Vienne puis à l'Opéra royal de Versailles, avec notamment Charles Castronovo et Véronique Gens sous la direction d'Ulf Schirmer, puis par l'Opéra de Leipzig en mai 2017, sous la direction de David Reiland.
Deux airs de l'opéra figurent parfois dans les récitals : 'Nuit resplendissante' (Princesse Marie de Gonzague) et 'O chère et vivante image' (Cinq-Mars).

## Intrigue
Le livret ne conserve que très peu d’éléments du roman de Vigny,, mais suit fidèlement les évènements extérieurs de la révolte manquée de la noblesse française contre la consolidation du pouvoir par Richelieu, à laquelle a été rajoutée une histoire d’amour secrète entre le marquis de Cinq-Mars et la princesse Louise-Marie de Gonzague : alors que le personnage de Vigny aspirait à devenir son égal social, le héros de l’opéra n’entre en politique que lorsqu’il a vent du mariage prévu entre celle-ci et le roi de Pologne. Une fois le complot découvert, elle a l’occasion de sauver Cinq-Mars en acceptant l’alliance qu’on lui propose, mais son sacrifice est vain : l’heure d’exécution est brusquement avancée avant que leurs plans de fuite ne puissent être mis à exécution.

### Acte 1
Le château du marquis de Cinq-Mars
Après un chœur de nobles en l'honneur de Cinq-Mars (« À la Cour vous allez allez paraître ») ; certains suggèrent qu'il a une dette d'allégeance envers le Cardinal de Richelieu, d'autres envers le roi. Cinq-Mars se montre toutefois indifférent aux questions d'ordre politique. Seul avec son ami le plus proche, François-Auguste de Thou, il avoue qu'il aime la princesse Marie (« Henri ! Vous nous parliez »). Ils reconnaissent intuitivement que cette affaire va mal se terminer. Les invités réapparaissent : parmi eux, le Père Joseph, porte-parole du Cardinal de Richelieu, et la Princesse Marie. Le premier annonce que Cinq-Mars est appelée à la cour royale, et qu'un mariage est arrangé entre la princesse Marie et le roi de Pologne. Cinq-Mars et Marie conviennent de se rencontrer plus tard dans la soirée. Après le départ des invités, Marie souhaite que son cœur soit en paix dans la douceur de la nuit (« Nuit resplendissante »). Cinq-Mars entre et lui déclare son amour ; Marie se déclare à son tour (« Ah ! Vous m'avez pardonné ma folie »).

### Acte 2
Scène 1 : Les appartements du Roi
Après un chœur introductif, Marion Delorme (« À Marion, reine des belles »), Louis d'Astarac de Fontrailles) et d'autres discutent de l'influence croissante de Cinq-Mars sur le roi. Les nobles sont insatisfaits du pouvoir excessif que le cardinal de Richelieu a conquis et se demandent si Cinq-Mars va enfin se joindre à leur cause. Marion rapporte que le Cardinal menace d’exiler Cinq-Mars ; Fontrailles est surpris, convaincu que Paris deviendrait très ennuyeux sans ses élégants salons (« On ne verra plus dans Paris »). Marion annonce qu'elle organisera un bal le lendemain, ce qui leur donnera l’occasion de jeter les bases d’une intrigue pour éliminer le Cardinal. Cinq-Mars apparaît, les courtisanes l’accueillent (« Ah ! Monsieur le Grand Écuyer »). Marie vient d'arriver à la Cour, et les deux amants se retrouvent (« Quand vous m'avez dit un jour »). Peu après, le Père Joseph vient annoncer que, malgré l'accord informel du Roi sur le mariage de Cinq-Mars avec Marie, le Cardinal insiste pour donner Marie au Roi de Pologne.
Scène 2 : Dans les appartements de Marion Delorme
La soirée débute par la lecture du dernier roman de Madeleine de Scudéry, Clélie, suivie d'une longue animation pastorale avec ballet, dont notamment un sonnet chanté par un berger (« De vos traits mon âme est navrée »). Mais il y a des choses plus graves dans l'esprit de tout le monde (« Viendra-t-il ? »). Fontrailles assure à tous que Cinq-Mars rejoindra le complot, comme il l'avait prédit, et qu'il sera bientôt là. Il déclare que le Roi n'a plus le contrôle total du pays et que l'expulsion du Cardinal est une cause juste ; la guerre civile est imminente et il assure ses co-conspirateurs qu'il a conclu un traité avec l'Espagne, ce qui implique que leurs armées vont intervenir de leur côté. De Thou l'interrompt soudain, et le met en garde contre l'ouverture de la France à une puissance étrangère, mais le marquis reste résolu.

### Acte 3
Le lendemain. Devant une chapelle
Une réunion des conspirateurs est imminente. Marie apparaît, contre toute attente, et accepte avec Cinq-Mars d'échanger immédiatement les vœux du mariage (« Madame, c'est le lieu du rendez-vous »). Après leur départ, le père Joseph et Eustache sortent de leur cachette : Eustache est un espion et fait un rapport complet sur l'intrigue au Père Joseph. Celui-ci savoure le pouvoir qu'il possède sur Cinq-Mars (« Tu t'en vas »). Il annonce à Marie la condamnation de Cinq-Mars, pour avoir trahi le pays en traitant indépendamment avec une puissance étrangère. De plus, lui dit-il, l'ambassadeur polonais reviendra bientôt d'une chasse avec le roi, et le Père Joseph conseille à Marie de lui répondre favorablement ; en échange, la vie de Cinq-Mars sera épargnée. Quand la suite royale arrive, Marie capitule (« Hallali ! Chasse superbe »).

### Acte 4
Une prison
En attendant son exécution, Cinq-Mars regrette que Marie l'ait abandonné ; néanmoins, à l'approche de sa dernière heure, il évoque son image pour se consoler (« Ô chère et vivante image »). Marie entre, explique la ruse du Père Joseph, et avoue qu'elle a toujours aimé Cinq-Mars (« Ah ! Qu'ai-je dit »). De Thou établit le plan d'évasion de Cinq-Mars le lendemain. Quand le chancelier et le Père Joseph viennent annoncer que le marquis mourra avant l'aube, il devient clair que ce plan ne se réalisera pas (« Messieurs, appelez à vous votre courage »). Avant que Cinq-Mars ne soit amené à la potence, il chante avec de Thou une dernière prière.

## Distribution
| Rôle                                            | Tessiture | Distribution lors de la première, 5 avril 1877 (Cherf d’orchestre : Charles Lamoureux) |
| ----------------------------------------------- | --------- | -------------------------------------------------------------------------------------- |
| Cinq-Mars                                       | ténor     | Étienne Dereims                                                                        |
| Conseiller de Thou                              | baryton   | Stéphanne                                                                              |
| Père Joseph, émissaire du cardinal de Richelieu | basse     | Giraudet                                                                               |
| Vicomte de Fontrailles                          | baryton   | Barré                                                                                  |
| Louis XIII                                      | basse     | Maris                                                                                  |
| Chancelier                                      | basse     | Bernard                                                                                |
| Montmort                                        | ténor     | Lefèvre                                                                                |
| Montrésor                                       | basse     | Teste                                                                                  |
| Brienne                                         | baryton   | Collin                                                                                 |
| Monglat                                         | ténor     | Chenevière                                                                             |
| Château-Giron                                   | baryton   | Villars                                                                                |
| Eustache, espion                                | basse     | Davoust                                                                                |
| Louise-Marie de Gonzague                        | soprano   | Chevrier                                                                               |
| Marion Delorme                                  | soprano   | Frank-Duvernoy                                                                         |
| Ninon de Lenclos                                | soprano   | Périer                                                                                 |

## Discographie
Mathias Vidal (Cinq-Mars), Véronique Gens (Marie), Tassis Christoyannis] (De Thou), (Andrew Foster-Williams)] (Joseph) ; Chor des Bayerischen Rundfunks], Münchner Rundfunkorchester, Ulf Schirmer, (2016).